# En amont du fleuve
Pour plus de détails, voir Fiche technique et Distribution.
En amont du fleuve est un film belge réalisé et produit par Marion Hänsel et sorti en 2016.

## Synopsis
Deux hommes remontent un fleuve en Croatie, vers des chutes d'eau. Ils ignoraient jusqu'à ce jour qu'ils étaient demi-frères, et apprennent à se connaître. Un baroudeur irlandais se joint à eux.

## Fiche technique
- Réalisation : Marion Hänsel
- Scénario : Hubert Mingarelli
- Directeur de la photographie : Didier Frateur
- Musique : Paul M. van Brugge
- Montage : Michèle Hubinon
- Distributeur : JHR Films
- Lieu de tournage : Croatie
- Date de sortie : 30 novembre 2016 ( Belgique)

## Distribution[1]
- Olivier Gourmet
- Sergi López
- John Lynch

## Production
Le film a été tourné en Croatie, à Ražanac (au port), au parc national de Paklenica et dans le Velebit.

## Critique
Les deux acteurs choisis par Marion Hänsel sont à la fois « forts et vulnérables », et leur « complicité ne trompe pas ». Cependant, le film « manque d'une dynamique qui porte le récit un peu plus loin que la simple ballade et la réunion de deux acteurs hors pair ».